# Дражица (Боровница)
Дражица (словен. Dražica) је насељено место у општини Боровница, Средњесловенска регија, Словенија.

## Историја
До територијалне реорганизације у Словенији била је у саставу старе општине Врхника.

## Становништво
У попису становништва из 2021. године, Дражица је имала 100 становника.
| Број становника према пописима | Број становника према пописима | Број становника према пописима | Број становника према пописима |
| ------------------------------ | ------------------------------ | ------------------------------ | ------------------------------ |
| 1991                           | 2002                           | 2011                           | 2021                           |
| 88                             | 77                             | 87                             | 100                            |

Напомена: Године 1999. умањено за део насеља који је припојен насељу Боровница.